# Chavenon
Chavenon là một xã ở tỉnh Allier thuộc miền trung nước Pháp.

## Chính quyền
| NAME          | START | END  | NOTES |
| ------------- | ----- | ---- | ----- |
| Bernard Madet | 2001  | 2008 |       |
|               |       |      |       |

## Người nổi tiếng
- Cécile Desliens (1853-1937), họa sĩ.
- Marie Desliens (1856-1938), họa sĩ.